# Alexandra Mynářová
Alexandra Mynářová, rozená Nosková (* 25. května 1983 Broumov), je česká moderátorka a majitelka módní značky Alex by Gianni.

## Život a kariéra
Vystudovala gymnázium v Broumově a kvůli studiím práva se v roce 2001 přestěhovala do Prahy, kde vystudovala VOŠ v ekonomicko-právním oboru Komerční právo. Magisterský titul získala na Mezinárodním institutu podnikatelství a práva, kde studovala obor Právo a právní věda. Uvedený titul byl udělený společností s ručením omezeným, a nikoli univerzitou či vysokou školou, není v souladu se Zákonem o vysokých školách, a proto se ani zde před jménem neuvádí.
V roce 2010 začala pracovat v Českém rozhlasu jako zprávařka. Od roku 2011 současně pracovala i jako moderátorka v České televizi, kde pracovala nejdřív jako moderátorka burzovního zpravodajství, později jako moderátorka dopravního zpravodajství a následně moderovala Události v regionech a zprávy. Od roku 2016 moderovala na TV Barrandov večerní zpravodajskou relaci Naše zprávy a pořad Vlivní s Alex Mynářovou, jehož byla rovněž autorkou. Alexandra Mynářová v Českém rozhlase Region střední Čechy moderovala pořad Slavné dvojice a od roku 2022 moderuje svůj pořad Alex a host. V březnu 2023 začala pracovat jako moderátorka v internetové televizi XTV, kde mimo jiné natočila rozhovor se slovenským premiérem Robertem Ficem či maďarským premiérem Viktorem Orbánem.
Dne 28. února 2015 si v Osvětimanech vzala Vratislava Mynáře. Po svatbě se jim předčasně narodil první syn, Vratislav. V roce 2019 se jim narodil druhý syn, Viktor.